# Championnat du Portugal de football de deuxième division 2014-2015
Navigation
Saison précédente Saison suivante
La saison 2014–2015 du Championnat du Portugal de football D2, ou LigaPro, est la 25e édition du championnat de deuxième division professionnelle portugaise. 

## Organisation du championnat
24 équipes concourent dans ce championnat qui se déroule en matches aller/retour sur 46 journées. Du fait de la réorganisation de la structure des ligues au Portugal, et du passage de 22 à 24 équipes participant à la Segunda Liga, aucune équipe de la saison précédente n'est reléguée en Campeonato Nacional de Seniores (D3). Il n'y a que deux promus en Liga NOS (D1) : Moreirense FC ainsi que FC Penafiel.
20 de ces équipes étaient déjà présentes lors de la saison précédente, dont 5 équipes réserves de clubs évoluant en Liga NOS. Ils sont rejoints par trois promus de Campeonato Nacional de Seniores (D3), dont une nouvelle équipe réserve, et par un seul club en provenance de la Liga NOS 2013–2014.
À l'issue de la saison, le champion et son dauphin sont directement promus en Liga NOS, alors que les équipes terminant aux 3 dernières places sont reléguées en Campeonato Nacional de Seniores (D3). À noter que les équipes réserves (ou "B") ne sont pas éligibles à la promotion en division supérieure.

## Classement
En cas d'égalité, les équipes sont départagées selon les critères suivants :
1. Face-à-face
2. Différence de buts lors des face-à-face
3. Nombre de buts marqués lors des face-à-face
4. Différence de buts générale
5. Nombre de buts marqués (général)

| Rang | Équipe           | Pts | J  | G  | N  | P  | Bp | Bc | Diff |
| ---- | ---------------- | --- | -- | -- | -- | -- | -- | -- | ---- |
| 1    | CD Tondela       | 81  | 46 | 21 | 18 | 7  | 67 | 51 | +16  |
| 2    | União da Madeira | 80  | 46 | 22 | 14 | 10 | 69 | 39 | +30  |
| 3    | GD Chaves        | 80  | 46 | 20 | 20 | 6  | 68 | 45 | +23  |
| 4    | SC Covilhã       | 80  | 46 | 23 | 11 | 12 | 78 | 46 | +32  |
| 5    | Sporting CP "B"  | 78  | 46 | 22 | 12 | 12 | 66 | 57 | +9   |
| 6    | SL Benfica "B"   | 77  | 46 | 22 | 11 | 13 | 81 | 60 | +21  |
| 7    | CD Feirense      | 75  | 46 | 21 | 12 | 13 | 61 | 51 | +10  |
| 8    | Freamunde        | 71  | 46 | 18 | 17 | 11 | 48 | 32 | +16  |
| 9    | Guimaraes "B"    | 65  | 46 | 19 | 8  | 19 | 71 | 57 | +14  |
| 10   | SC Beira-Mar     | 63  | 46 | 16 | 15 | 15 | 52 | 48 | +4   |
| 11   | SC Farense       | 62  | 46 | 16 | 14 | 16 | 51 | 54 | -3   |
| 12   | Académico Viseu  | 62  | 46 | 17 | 11 | 18 | 51 | 56 | -5   |
| 13   | FC Porto "B"     | 61  | 46 | 17 | 10 | 19 | 66 | 64 | +2   |
| 14   | Portimonense SC  | 60  | 46 | 15 | 15 | 16 | 56 | 62 | -6   |
| 15   | Oriental         | 58  | 46 | 15 | 13 | 18 | 47 | 59 | -12  |
| 16   | OlhanenseR       | 55  | 46 | 13 | 16 | 17 | 51 | 56 | -5   |
| 17   | UD Oliveirense   | 55  | 46 | 14 | 13 | 19 | 50 | 67 | -17  |
| 18   | Aves             | 53  | 46 | 12 | 17 | 17 | 52 | 58 | -6   |
| 19   | CD Santa Clara   | 51  | 46 | 10 | 21 | 15 | 33 | 42 | -9   |
| 20   | Leixões SC       | 50  | 46 | 13 | 11 | 22 | 53 | 67 | -14  |
| 21   | SC Braga "B"     | 49  | 46 | 12 | 15 | 19 | 48 | 62 | -14  |
| 22   | Atlético CP      | 47  | 46 | 11 | 14 | 21 | 56 | 70 | -14  |
| 23   | CS Marítimo "B"  | 41  | 46 | 10 | 11 | 25 | 37 | 67 | -30  |
| 24   | CD Trofense      | 36  | 46 | 9  | 9  | 28 | 35 | 81 | -46  |

| Légende : Promotions et relégations | Légende : Promotions et relégations                                     |
| ----------------------------------- | ----------------------------------------------------------------------- |
|                                     | Promu en Liga Sagres 2015-2016                                          |
|                                     | Relégué en 3e division                                                  |
|                                     | Équipe réserve ne pouvant pas être promue                               |
|                                     | R : Relégué de Liga Sagres 2013-2014 P : Promu de 3e division 2013-2014 |

- SC Beira-Mar relégué pour raisons financières.
- SC Braga "B" pénalité de 5 points pour emploi de quatre joueurs non éligibles[1].